# Wishing (If I Had a Photograph of You)
Wishing (If I Had a Photograph of You) est une chanson du groupe de new wave britannique A Flock of Seagulls, paru en single fin 1982, puis sur l'album Listen, en 1983.
Paru quelques mois après le succès d'I Ran (So Far Away), Wishing est le premier vrai succès commercial au Royaume-Uni du groupe (I Ran (So Far Away) fut classé 43e à l'époque), se classant 10e des Charts britanniques.
La chanson possède la rare distinction d'avoir été réalisée presque entièrement sur les touches noires d'un clavier[réf. nécessaire].

## Sources
- (en) Cet article est partiellement ou en totalité issu de l’article de Wikipédia en anglais intitulé « Wishing (If I Had a Photograph of You) » (voir la liste des auteurs).